# Casa McCrae
La casa McCrae es una mansión ubicada en Guelph, Ontario que fue la casa natal de John McCrae (1872-1918) médico, soldado y autor del famoso poema In Flanders Fields. La casa es un sitio histórico nacional de Canadá.

## Historia
Esta cabaña de piedra caliza pequeña, construida en 1858, era propiedad de la familia McCrae (1870 a 1873). Otras familias ocuparon la casa hasta 1966, cuando un grupo de ciudadanos compraron el edificio con la intención de preservarla como un museo. Este grupo formó la organización Lt. Col. John McCrae Birthplace Society, un sitio que comenzó a recaudar fondos para su restauración.
El gobierno federal a través de los Sitios Históricos y Monumentos de la Junta designaron a John McCrae como una persona de importancia nacional, y la casa como un lugar de importancia cultural a nivel nacional. La casa ha sido reconocida por la Ley de Patrimonio de Ontario. El funcionamiento del museo se trasladó a la ciudad de Guelph en 1983 y, junto con el Museo Guelph Civic, se fusionaron bajo el nombre de los Museos de Guelph.
La Casa McCrae contiene un gran espacio de exposición permanente y temporal, que interpreta la vida y los tiempos de John McCrae. Diversos temas se ofrecen anualmente. Los voluntarios de la jardinería han trabajado para crear un jardín especial que refleja el período de tiempo del siglo XIX.